# Belgrandia zilchi
Belgrandia zilchi е вид охлюв от семейство Hydrobiidae.

## Разпространение
Този вид е разпространен в Италия.